# Ішина Наталія Олександрівна
Ішина Наталія Олександрівна (нар. 13 серпня 1935, Київ, УРСР — 26 липня 2019, Київ, Україна) — український видавничий і музейний працівник, журналіст, громадський діяч.
Народилася в місті Києві, батько в 1938 році був репресований, а в 1941 році під час окупації загинула мати. Завдяки добрим людям отримала середню освіту і в 1957 році з відзнакою закінчила філологічний факультет Київського університету ім. Тараса Шевченка.
Свою професійну діяльність розпочала у видавництві «Молодь» (1957—1964), згодом 27 років (1964—1991) працювала у видавництві Академії наук УРСР «Наукова думка» коректором, редактором, зав. редакцією художньої літератури, де готувалися до друку наукові видання творів класики української літератури — 50 томів Зібрання творів Івана Франка, 20 томів Зібрання творів Лесі Українки, 12 томів Зібрання творів Павла Тичини, 40 томів «Бібліотеки української літератури» та багато інших видань. Особисто відредагувала понад багато літературознавчих, мистецтвознавчих, етнографічних, бібліографічних видань, котрі отримали високу фахову оцінку. Також працювала у видавництві «Обереги», редагуючи складні та об'ємні наукові дослідження академіка Омеляна Пріцака.
Підготувала особисто до друку наукові видання творів Агатангела Кримського, Юрія Смолича, Григорія Квітки-Основ'яненка, до яких писала коментарі-дослідження.
20 років (1991—2011) працювала старшим науковим співробітником у Київському літературно-меморіальному музеї-квартирі Павла Тичини, організовувала Київський літературно-меморіальний музей-квартиру Миколи Бажана, виступала в пресі, на радіо, у навчальних закладах з розповідями про невідомі сторінки життя і творчості цих поетів.
12 років (1978—1990) була головою відомого клубу книголюбів «Скрипторій», організувала і провела 150 засідань клубу, все це фіксувалось у літописі «Скрипторію», де зберігаються безцінні автографи Миколи Амосова, Павла Загребельного, Богдана Ступки та багатьох тогочасних великих киян — учених, артистів, музикантів.
10 років (1980—1990) працювала заступником голови комісії з культури Ленінської районної ради народних депутатів.

## Особисте життя
Чоловік: Ішин Микола Данилович
Син: Ішин Ігор Миколайович
Член Спілки журналістів України (1970).
Померла 26 липня 2019 року, похована на Байковому кладовищі